# 深圳公交E23路

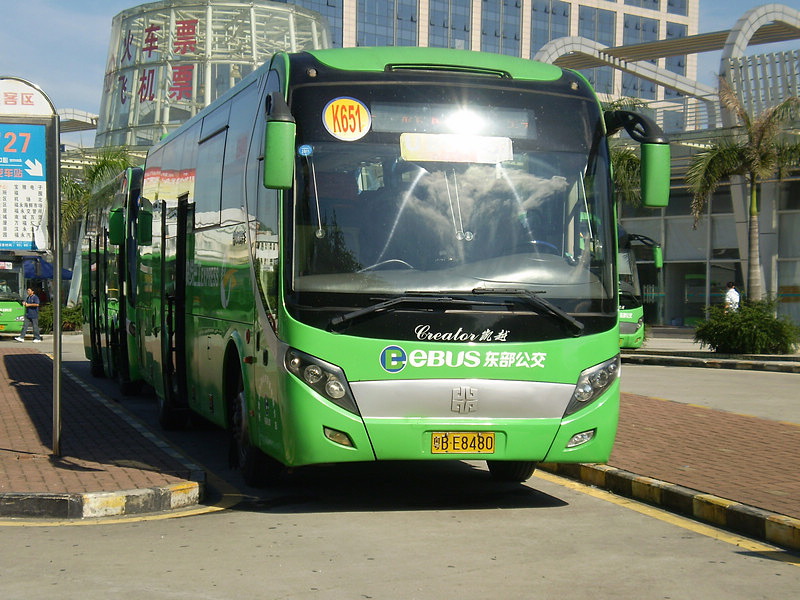
深圳公交E23路（原K651路）的中通客车LCK6107H-6

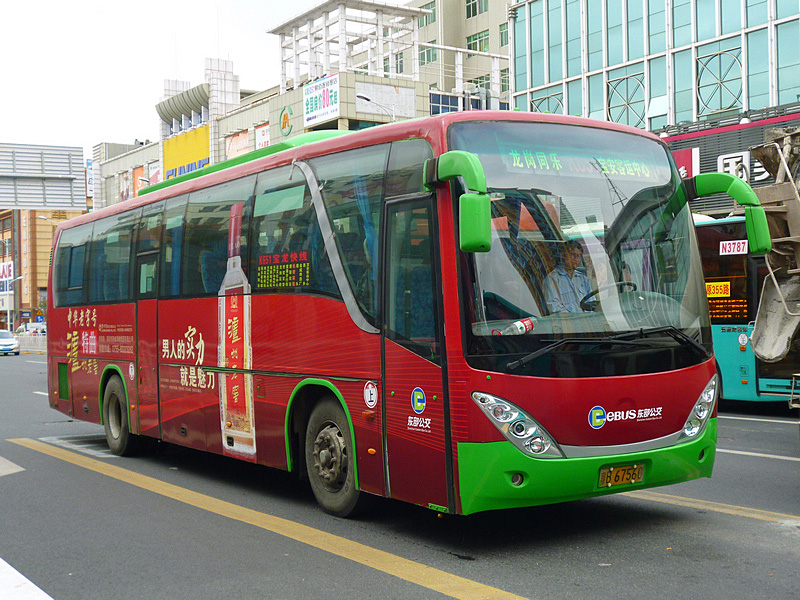
深圳公交E23路（原K651路）的丹东黃海DD6118K05(该车使用艾利逊的自动变速器)

深圳公交E23路（原K651路），是从龍崗義烏總站往来宝安客运中心的快线公交，由深圳市东部公共交通有限公司运营。

## 线路简介
- 深圳公交E23路（原K651路）由深圳市东部公共交通有限公司营运[1]。2013年，曾因不满工资待遇而遭罢工停运[2]。
- E23路（原K651路）同乐总站往来宝安客运中心，全长72公里，配车60台，车型为中通客车LCK6107H-6和海格客车KLQ6920QE3空调客车；单程行驶时间约为116-121分钟；行走G15沈海高速（原机荷高速）石岩-荷坳段。
- 服务时间：06:00-20:30
- 发车间隔：5-8分钟一班（平峰期），2-4分钟一班（高峰期）

## 途径站点
| 宝安客运中心方向 | 宝安客运中心方向 | 宝安客运中心方向 | 龙岗同乐方向 | 龙岗同乐方向   | 龙岗同乐方向 |
| ---------------- | ---------------- | ---------------- | ------------ | -------------- | ------------ |
| 車站             | 車站名稱         | 位置             | 車站         | 車站名稱       | 位置         |
| 1                | 龙岗义乌总站     | 无名路           | 1            | 宝安客运中心   | 西乡大道     |
| 2                | 义乌小商品市场   | 鸿基路           | 2            | 西乡立交       | 广深公路     |
| 3                | 双龙地铁站③      | 龙岗大道         | 3            | 西乡路口       | 广深公路     |
| 4                | 龙城广场地铁站   | 龙岗大道         | 4            | 宝安艺术城     | 创业二路     |
| 5                | 世贸百货         | 龙翔大道         | 5            | 金威啤酒厂     | 创业二路     |
| 6                | 爱联地铁站       | 龙岗大道         | 6            | 一电科技①      | 松白路       |
| 7                | 大运地铁站       | 龙岗大道         | 7            | 大运地铁站     | 龙岗大道     |
| 8                | 一电科技①        | 松白路           | 8            | 爱联地铁站     | 龙岗大道     |
| 9                | 金威啤酒厂       | 创业二路         | 9            | 世贸百货       | 龙翔大道     |
| 10               | 宝安艺术城       | 创业二路         | 10           | 龙城广场地铁站 | 龙岗大道     |
| 11               | 西乡路口         | 广深公路         | 11           | 双龙地铁站③    | 龙岗大道     |
| 12               | 西乡立交         | 广深公路         | 12           | 义乌小商品市场 | 鸿基路       |
| 13               | 宝安客运中心     | 西乡大道         | 13           | 龙岗义乌总站   | 无名路       |